# Kemetismus

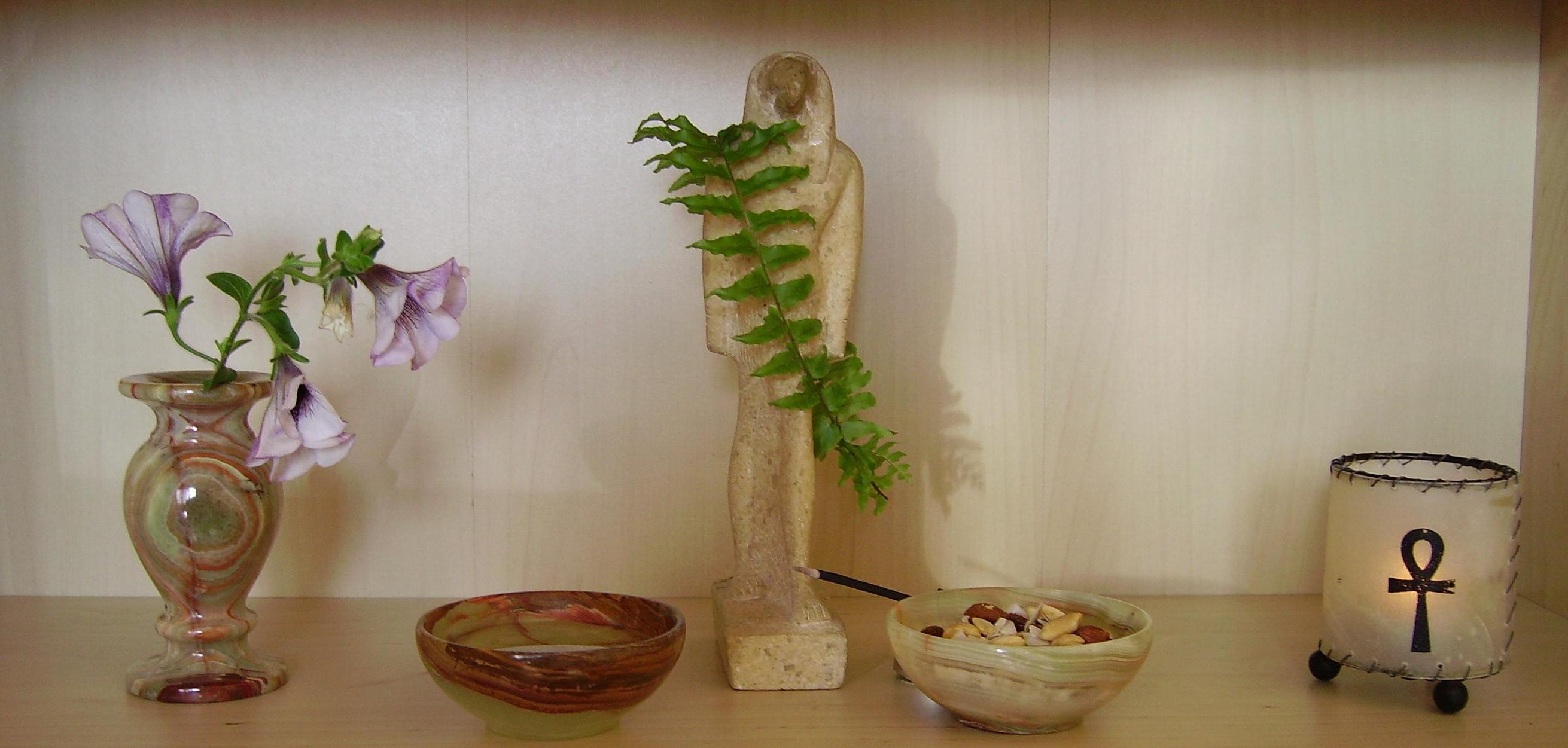
Domácí kemetistický oltář boha Thovta; ověnčení sochy na způsob šerpy odkazuje na starověké mytologické pojetí Thovta jako písaře bohů a pána posvátných rituálů, zelená barva byla jeho tradiční barvou

Kemetismus (ojediněle též kemeticismus, alternativně též netjerismus) je novopohanský a zpravidla rekonstrukcionistický náboženský směr existující od 70. let 20. století, který podle vlastního vymezení vychází z původního starověkého egyptského náboženství a navazuje na jeho odkaz a tradice. Jak uvádí Stéphane François, lze tento pojem vztáhnout na široké spektrum skupin, které spojuje úsilí o obnovení staroegyptských náboženských představ a principů v současném světě. Obdobně Zdeněk Vojtíšek pojem vztahuje obecně na všechny „ty směry novopohanství, které čerpají z egyptských náboženských tradic.“ Ne všechny náboženské skupiny, které lze ke kemetismu na základě jejich postojů přiřadit, se ovšem s tímto pojmem identifikují. 
Vedle toho tento pojem může být nepřesně používán také pro označení moderních černošských politických proudů, často rasistického založení, správněji ovšem zahrnovaných do afrocentrismu.

Vedžat (Horovo oko) je staroegyptským univerzálním symbolem oddanosti a oběti. Může splývat s Reovým okem; pak navíc vyjadřuje moc slunečního boha

Hieroglyfický znak anch – „život“ je jedním ze symbolů kemetismu.

## Etymologie

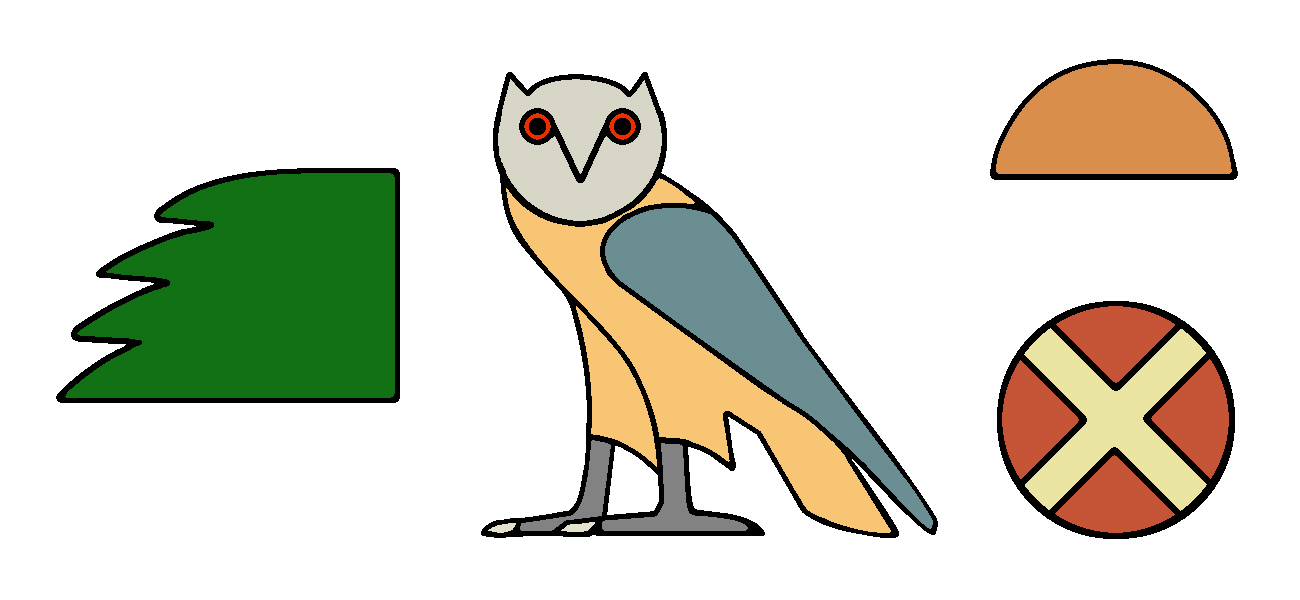
Hieroglyfický zápis „Kemet“

Název hnutí je novotvar, vzniklý v druhé polovině 20. století. Vychází však z jednoho z původních starověkých označení Egypta užívaného jeho obyvateli – Kemet (konvenční vokalizace hieroglyfického zápisu km.t; někdy přepisováno také jako Takemet). V překladu z egyptštiny znamená „Černá (země)“, což je odvozeno z černé barvy úrodného bahna přinášeného Nilem při každoročních záplavách (v současné době k nim již nedochází v důsledku existence Asuánské přehrady). Označení kemetismus se tak odvolává na starověký Egypt a lze jej vykládat jako náboženské hnutí vyznávající náboženství starověkého Egypta.
Afrocentrické skupiny, které se (mimo jiné) identifikují s myšlenkami kemetismu používají poněkud odlišný výklad. Samotné slovo kemet překládají nikoliv jako „černá země“ ale jako „země černochů“. Považují egyptskou civilizaci za africkou černoškou civilizaci a její kulturně-náboženský odkaz považují za své dědictví. Ve stejném duchu chápou pojem kemetismus nejenom jako víru vycházející ze staroegyptského náboženství, ale zároveň i jako náboženství černochů. Nicméně ne všechny afrocentrické skupiny se nábožensky hlásí ke kemetismu.

### Netjerismus
Netjerismus je alternativní název, který vznikl v prvním desetiletí 21. století ve Francii. I tento název je odvozen z egyptštiny. Slovo neter (též nečer, francouzskou transkripcí netjer) v překladu znamená bůh. Název by se dal vyložit jako náboženské hnutí vyznávající egyptské bohy, významově je tedy shodný s názvem kemetismus.
Důvodem ke vzniku tohoto nového názvu bylo působení Tribu KA, afrocentrického hnutí založeném  ve Francii v roce 2004, které se nábožensky hlásilo ke kemetistickým myšlenkám, ideologicky ale bylo velmi radikální, rasistické a antisemitisické. Z těchto důvodů byla roce 2006 vládním nařízením organizace rozpuštěna. Nástupnická organizace Génération Kémi Séba, vzniklá hned následujícího roku, byla ze stejných důvodů rozpuštěna v roce 2009.
Francouzští kemetisté začali pro svoji víru používat název netjerismus, aby se vyhnuli jakýmkoliv souvislostem nebo podezřením ze sympatizanství s afrocentrickými radikály. V současnosti se ve Francii používá téměř výhradně název netjerismus a sami se označují jako netjeristé. Odlišnými názvy se ale nikterak nevyčleňují z kemetismu jako takového, ani se vůči němu nevymezují, pouze pod vlivem okolností a událostí ve své zemi používají odlišnou terminologii.

## Kemetisté
Kemetisté se nepovažují za přímé následovníky staroegyptského náboženství; důsledně hovoří o jeho znovu vytvoření či obnově. Dnes už jen ojedinělá tvrzení některých kemetistů či hermetiků o přímé kontinuitě s tajnými spolky údajně nepřetržitě existujícími od zákazu pohanských kultů římským císařem Theodosiem v roce 392 (resp. od uzavření posledního funkčního chrámu bohyně Esety na ostrově Philae císařem Justiniánem okolo roku 535) jsou historicky nedoložitelná a mají z hlediska historické vědy mytickou povahu.
Kemetismus je podle počtu svých následovníků a svého vlivu náboženstvím spíše menšinovým až okrajovým: počty členů nebo příznivců jednotlivých skupin jsou neurčitelné s výjimkou americké organizace Kemetic Orthodoxy, k níž se v roce 2000 hlásilo 300 členů. O malém významu kemetismu na současné náboženské scéně svědčí také to, že na rozdíl od jiných forem tzv. nové religiozity doposud nebyl předmětem zkoumání religionistiky. Jako celek nedisponuje žádnou pevnější organizační strukturou ani není založen na základních závazných náboženských pravdách či dogmatech. Nejpřesnější je označit jej jako hnutí skládající se z řady zcela samostatných sdružení, často bez vzájemného kontaktu, založených na sympatii ke staroegyptské kultuře. Odtud ovšem odvozují několik obecně formulovaných principů, na jejichž základě je lze odlišit od jiných skupin také nacházejících inspiraci ve starověkém Egyptě, např. od New Age nebo rosekruciánství. V posledním období se kemetistické hnutí, dříve se inspirující především v obecné hermetické tradici, orientuje více na zapracování nových poznatků egyptologie. V jistém smyslu lze jeho vznik a činnost pokládat za příklad internetové alternativní kultury.

## Vztah k tradici

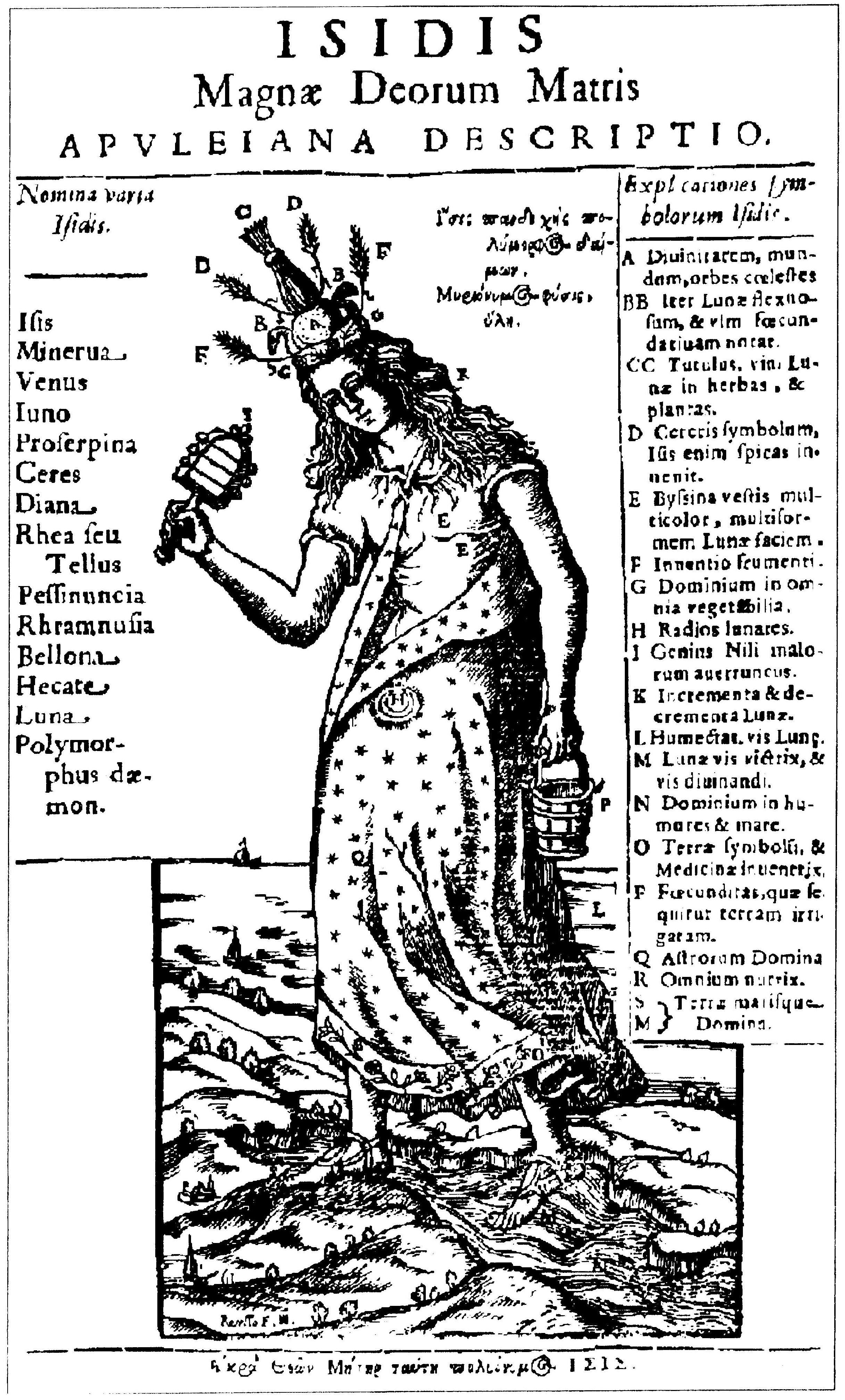
Antická Isis (staroegyptská Eset) v novověké představě; jediným výraznějším spojením se staroegyptskou tradicí je zde sistrum, které bohyně drží v ruce

Kemetismus je z hlediska svého předmětu moderní reflexí náboženství, které bylo nosným prvkem celé staroegyptské kultury. Reflexe starověkého Egypta ovšem má velmi dlouhou tradici: její kořeny lze bezpečně vysledovat do období helénismu, odkdy se kontinuálně vyvíjela v mnoha proudech (viz hermetismus) až do současnosti. Nelze přehlédnout, že se jí nevyhnulo ani rané a středověké křesťanství, ať již zde má podobu radikálního odmítání, mimobiblických legend o pobytu Ježíše v Egyptě, uznání autority Herma Trismegista církevními Otci a středověkými filozofy, nebo adaptací mýtů spojovaných s bohyní Isidou.
Společným znakem všech těchto reflexí je více či méně akcentované přesvědčení, Erikem Hornungem označované jako egyptozofie, že „tajemný Egypt je kolébkou zvláštního esoterismu“, jímž lze dosáhnout nejvyšší „transcendence poznávání za konvenční rámec pojmově-logického myšlení“, protože „Egypt byl zemí, kde bohové žili mezi lidmi, tj. zemí, v níž lidé byli v přímém styku se (skrytými) přírodními silami, které jsme my (lidé moderního věku) učinili už jen tématy pohádek.“ Takový přístup se ovšem zcela překvapivě objevuje nejen u esoterismu nakloněných autorů, ale také ve vědecké sféře, kde může nabývat podoby interpretační aktualizace; „zdá se (totiž), že celostní myšlení starých Egypťanů má úzký vztah k nejnovější přírodovědě, ke světu kvarků a bosonů… Přitom se setkáváme s podobnými strukturami, které naznačují plodná srovnání například kvantové mechaniky a egyptské víry v bohy.“
Kemetismus proto stojí jako nejmladší vedle dalších (a odlišných) reflexí téhož objektu, od nichž se liší důrazem na náboženskou stránku staroegyptské tradice. Ostatní se zpravidla věnují jiným jejím částem, např. „egyptské moudrosti“ nebo magii a samotnou kulturu a náboženství a jeho bohy na rozdíl od kemetismu interpretují symbolicky, v důsledku čehož reflektují spíše „imaginární Egypt“, tedy „ideu (Egypta) nezávislou na čase, která s dějinnou skutečností souvisí jen zcela volně.“ Naproti tomu cílem kemetistických skupin je více či méně důsledná obnova náboženského systému v jeho historické podobě, ačkoli kemetisté zpravidla připouštějí, že zcela přesné imitování starověkých postupů není vždy možné a ani účelné.
Nezanedbatelnou roli zde hraje především míra poznání a pochopení původního staroegyptského myšlení, přičemž jejich nesnadnost je dána už samotnou povahou předmětu: staroegyptské náboženství prošlo v průběhu faraonského období složitými proměnami, v jeho rámci vždy existovalo „množství přístupů“ a vždy mělo svou „lokální dimenzi“, v jejímž rámci mohl mít jeden a týž bůh v jednotlivých nomech nebo dokonce jednotlivých chrámech různé podoby kultu a být zapojen do různých mytologických kontextů. V tomto ohledu je zcela nepodobné společné tradici judaismu a křesťanství a je otázkou, do jaké míry je možné rozdíl tradic překlenout s ohledem na to, že kemetismus se rozvíjí právě v oblasti euroamerické civilizace. Díky dlouhému vývoji navíc nelze hovořit o nějaké čistě „původní“ podobě egyptského náboženství, na níž by bylo možné bez problémů poukázat a rekonstruovat ji (viz rekonstrukcionismus), ale pouze o jeho podobách v určitých dějinných obdobích.
Konečně je také třeba upozornit na to, že výše uvedenou interpretační tradicí počínající v helénistickém období docházelo nikoli k pouhému přejímání egyptských náboženských představ, ale také k jejich zásadním proměnám. Tato nová pojetí přitom mohou být i značně vzdálena původním předlohám. S ohledem na to se nabízí otázka, zda i tento jejich „druhý život“ a jím přinesené změny mají patřit k tomu, co kemetisté obnovují, nebo zda mají být naopak vyloučeny jako „tradice antické a nikoli egyptské“; postoj k této otázce je jedním ze zásadních rozdílů mezi jednotlivými skupinami. Názorným příkladem tohoto problému je otázka, zda bohové mají být striktně uctíváni pod svými egyptskými jmény nebo zda je lze oslovovat i jejich řeckými verzemi; její významnost v rámci kemetismu vyplývá ze staroegyptského představy významu jména pro existenci.
Jeremy Naydler obecně rozlišuje dva způsoby náboženské reflexe staroegyptské tradice: lze ji pojmout jako „přešívání“ spočívající v pokusech o „návrat do Egypta“ v nostalgické snaze po obnově stavu „vědomí lidí oných časů“, nebo jako úsilí o „vstup do rozhovoru s egyptskou zkušeností“ duchovního života, jímž se podle něj lze dostat blíže k duchovním kořenům moderního světa. Tato dvě hlediska lze od sebe jen velmi těžko odlišit.

## Principy kemetismu

### Představa boha/bohů

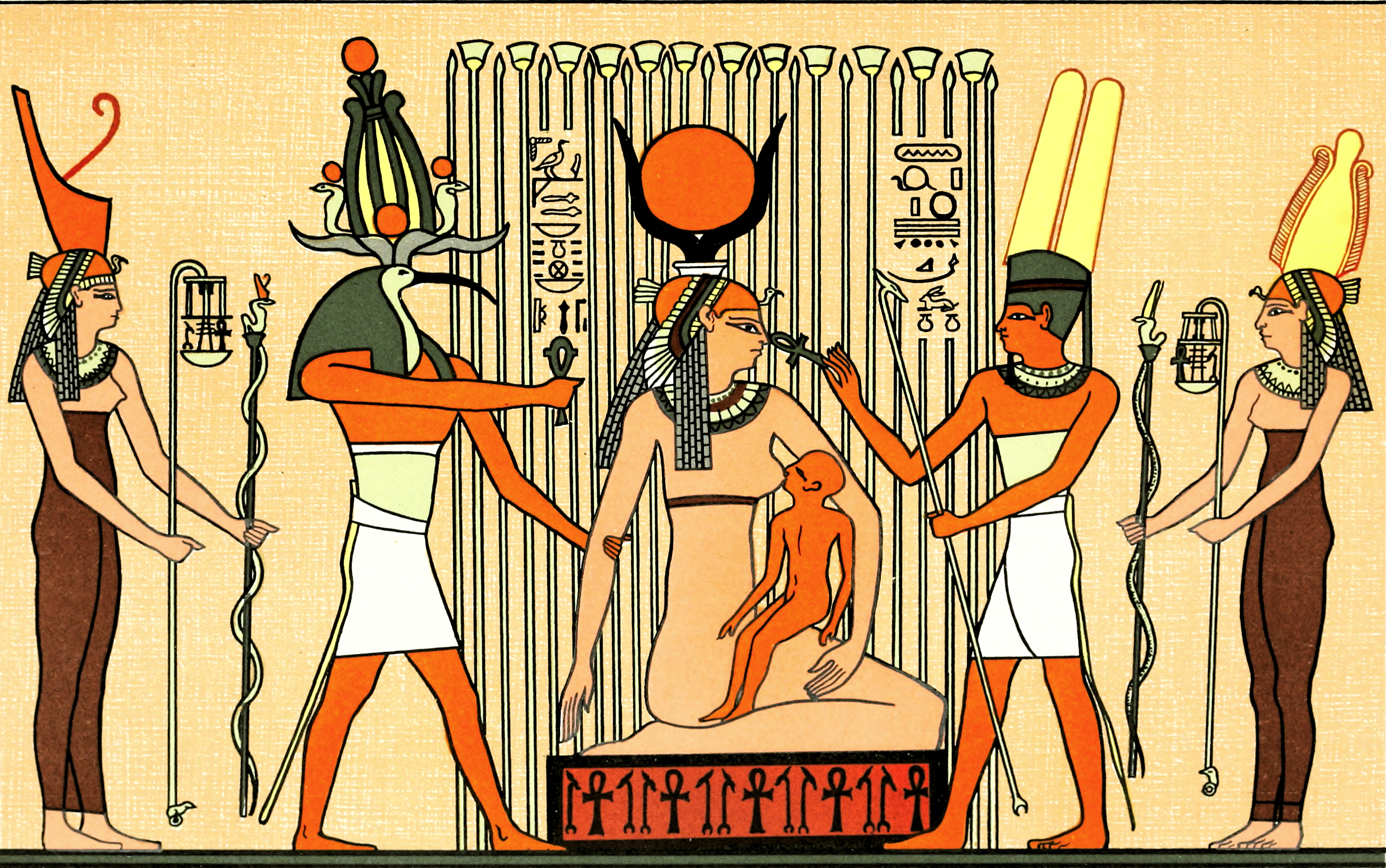
Egyptská bohyně Eset (Isis) obklopená bohy kojí svého syna boha nebes Hora

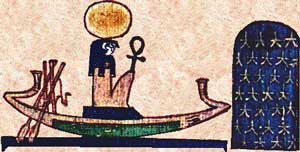
Tradiční starověká představa slunečního boha v bárce; jeho každodenní plavba po nebeském a podsvětním Nilu vyjadřovala cyklus vznikání a zanikání, na jehož pozadí se ukrývá nekonečnost bytí

Volnost kemetistické doktríny (dá-li se toto slovo vůbec použít) nejlépe vystihuje už jen vymezení objektu náboženské úcty kemetistů. Přestože egyptské náboženství bylo náboženstvím polyteistickým (ačkoli existují odbornými egyptology dnes už neakceptované výrazně menšinové názory, že na pozadí plurality uctívaných bohů byl vždy skrytě přítomen monoteismus) a kemetisté tento formální polyteismus nepopírají, mohou jej různé proudy interpretovat rozdílným způsobem.
Dnes menšinovým vymezením tohoto problému je tradicionalistická představa jednotlivých bohů jako zcela individuálních bytostí se samostatným kultem, které vstupují do vzájemných interaktivních vztahů a dějů popisovaných mýty a legendami. V souladu se staroegyptským pojetím může být za „nejvyššího“ nebo „nejmocnějšího“ z bohů pokládán kterýkoli z nich, a to analogicky podle mytologických souvislostí, na něž je v rámci kultu právě odkazováno. Pojem univerzálního jediného boha, pokud je vůbec používán, má spíše abstraktní význam a svým významem se blíží filozofickému pojmu rod: je označením určité božské kvality tvořící „definiční znak skupiny bytostí stejného druhu“ – bohů a nikoli jednotlivě existující bytosti.
Vedle toho se v současné době lze setkat v rámci kemetismu s převažující, ale původnímu staroegyptskému pojetí poněkud více vzdálenou představou jediné univerzální božské síly projevující se v různých podobách, jimiž jsou samotní bohové, takže jsou chápáni jako její do jisté míry samostatné, ale přece jen pouhé aspekty. V tom případě kemetisté navazují na pozdně antický henoteismus, jak se projevoval například v kultech Serapida a Isidy (původně staroegyptské Esety) nebo ve filozofickém náhledu v novoplatónismu, ale stejně jako ostatní novopohanská hnutí nesporně také na západní zkušenost s křesťanským monoteismem a její reflexi v moderním myšlení počínaje osvícenstvím. Další variantou modernisticky zaměřeného kemetismus je monolatrie, vycházející ovšem ze stejných zdrojů. V těchto pojetích, pomineme-li vnější znaky odvozené ze staroegyptské kultury a užívání egyptského mytologického kontextu, se kemetismus v mnoha ohledech výrazně přibližuje např. kultu wicca; snad to souvisí s tím, že je rozvíjen v oblastech s převažující anglosaskou tradicí.
Vzhledem k tomuto možnému dualismu chápání objektu náboženské úcty v kemetismu nakonec záleží jen na jednotlivci, zda se bude při praktikování svého náboženství soustředit více na abstraktně pojímanou božskou sílu, nebo zda dá přednost původnějšímu uctívání jednotlivých bohů.
Prakticky jediný český kemetistický web Chrám země Kemet k tomu poznamenává: „Neznamená to, že bychom popírali, že existuje jedno univerzální božství, ale tvrdíme, že nejspíše neexistuje způsobem, jakým si jej monoteisté představují, a že z toho nutně nevyplývá popření mnohosti bohů. Jednotliví bohové a bohyně ve své mnohosti toto božství sdílejí stejným způsobem, jakým my lidé sdílíme jedno univerzální ´lidství´. Bohové … reprezentují určité typy energií a kvalit. Univerzální ´jediný bůh´ monoteistů jen těžko může být podobným způsobem přítomen.“ Tentýž zdroj na jiném místě vyslovuje pochybnost, zda vůbec je možné tuto univerzální božskou sílu samu o sobě učinit předmětem náboženské úcty, čímž kategoricky odmítá jakoukoli formu nejen monoteismu, ale i výše zmíněného henoteismu či monolatrie. Český kemetismus by se tak zařadil do tradicionalistického proudu tohoto hnutí.
V obou základních kemetistických pojetích boha/bohů většinou nezanedbatelnou roli hraje slunce: bez ohledu na to, zda je konkrétními kemetisty uctíváno jako bůh nebo nikoli, stejně jako ve starověkém Egyptě je považováno za analogický obraz božské síly jako univerzálního zdroje každé jednotlivé existence a všeho bytí vůbec.

### Řád

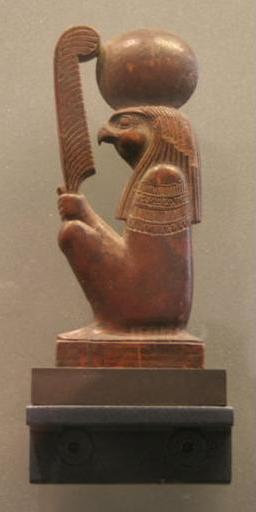
Sluneční bůh jako „Pán řádu“

Dalším důležitým principem kemetismu je maat – „řád“. Tento pojem byl jedním ze základních kamenů (nejen) náboženského myšlení starověkých Egypťanů – jeho dodržování mělo zajistit stabilitu světa a jeho řádný chod. O jeho důležitosti vypovídá už fakt, že i faraonovi, který byl v jistém smyslu sám chápán jako božská (tedy z pravidel lidského světa vyňatá) bytost, byl nejpozději od konce Staré říše tento princip nadřazen; hlavním úkolem panovníka bylo nést zodpovědnost a veškerým jednáním přispívat k dodržování maat. Zosobněním pojmu ve staroegyptském náboženství byla stejnojmenná bohyně Maat a její symbol – pštrosí pero.
Samotné slovo maat je pro svou komplexnost jen obtížně přeložitelné a spojuje v sobě pojmy jako „pravda“, „harmonie“ a „stabilita“ či prostě „správné jednání“. Reprezentuje všechno to, co je správné a nutné pro správný běh věcí. Je to univerzální neměnný kosmický řád zahrnující svět lidí i svět bohů a jejich vzájemné nejen propojení, ale i závislost. Výrazem fungování maat ve světě bohů jsou především mýty a legendy, v kosmickém smyslu se projevuje v pravidelných nezměnitelných a z lidského hlediska věčných přírodních cyklech (zejména v cyklu slunečním a lunárním – proto byli bohové Re a Thovt označováni jako „Pán maat“), ve světě lidském pak v existenci státu a v řádném fungování jeho institucí, v zachovávání společenských pravidel a nejpozději od doby Nové říše i v osobní lidské mravnosti. V důsledku toho v egyptském pojetí splývalo respektování pravidel všeho druhu každým jednotlivcem v jedno s podporováním a udržováním kosmického řádu, jejich nedodržování (především panovníkem, ale nejen jím) naopak mohlo vést k jeho narušení. Zhroucením maat by došlo k zániku světa a k vítězství chaosu (egyptsky isfet).
Kemetistické hnutí v tomto smyslu odkazuje na obecně panující tradiční etické představy, na „dobré mravy“ nebo zvyklosti, v nichž se maat v lidském světě přirozeně ukazuje. Neexistuje zde žádný výslovně závazný text kodifikující mravní normy. Namísto toho se kemetisté po formální stránce nezávazně v interpretaci pojmu maat ve vztahu k lidskému jednání inspirují staroegyptskými texty. Nejvýraznějším (i když zdaleka ne jediným) zdrojem pro pochopení maat v obecnějším společenském významu jsou staroegyptské Knihy moudrých rad do života. Do jisté míry normativní povahu má jen 125. kapitola Knihy mrtvých obsahující výpověď zemřelého před podsvětním soudem, jíž prokazuje svou mravní čistotu výčtem skutků, jichž se nedopustil (tzv. negativní zpověď).
Vzhledem k tomu, že všechny tyto starověké texty mají výhradně kazuistickou povahu, ani kemetismus (prozatím) neobsahuje žádnou obecně zformulovanou teorii mravního jednání. Český Chrám země Kemet v této souvislosti spíše jen okrajově poznamenává: „Nepodléhejte žádným extrémům a volte ´střední cestu´“ a „nepochybujte o tom, že budete-li dbát zájmů bohů, budou dbát oni zájmů vašich“.

## Náboženská praxe

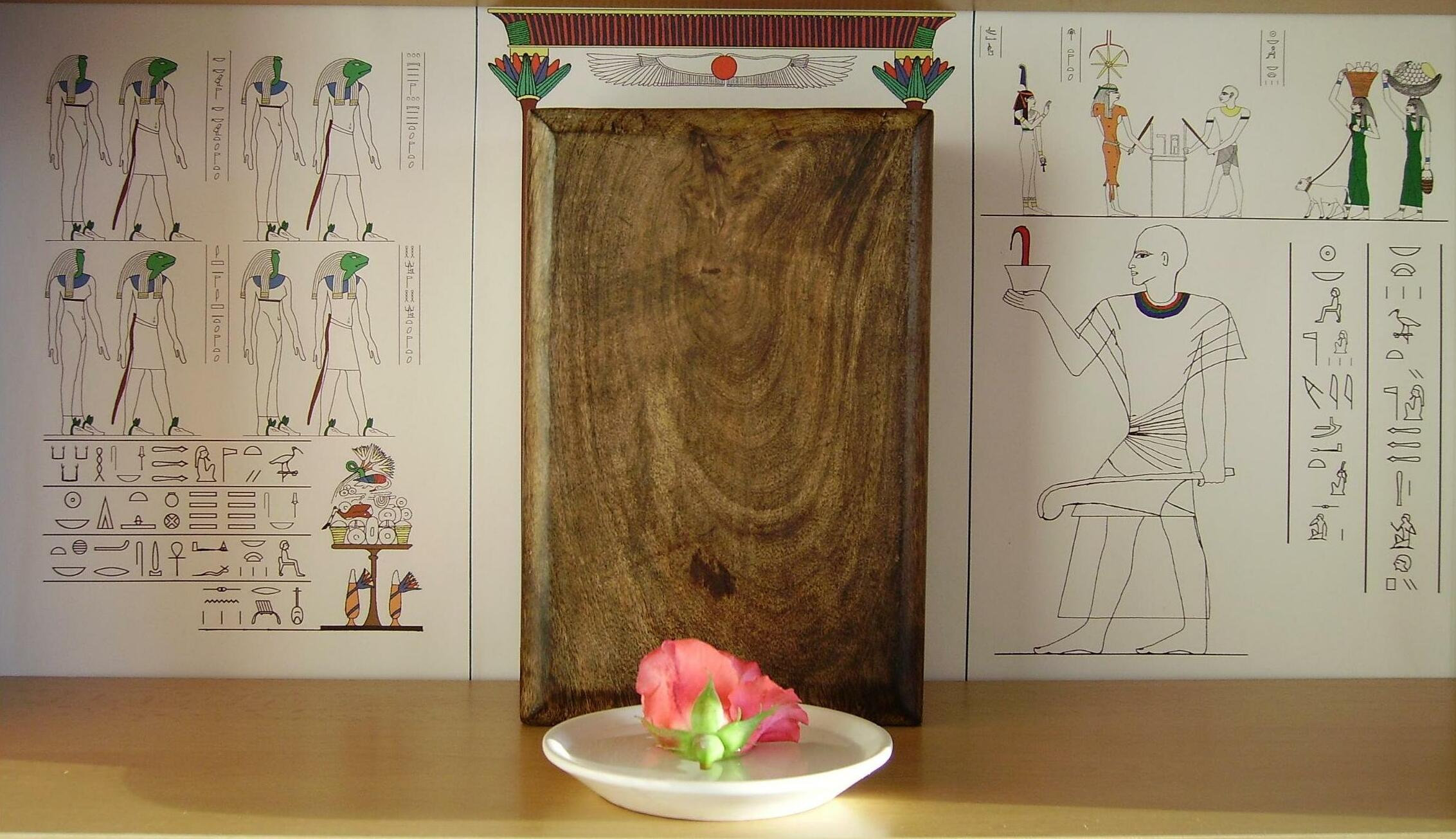
Kemetistický oltář s drobnou obětinou

Z pojmového obsahu principu maat vyplývá nutnost rituálního uctívání bohů, eventuálně univerzální božské síly. K nejčastějším objektům úcty z jednotlivých staroegyptských bohů dnes patří především Amon, Eset a Usir, Thovt, Sachmet, Bastet, Hathor, lze se ale samozřejmě setkat i s dalšími. Při vymezování jejich povahy se současní kemetisté poměrně důsledně drží starověké tradice obsažené ve známé mytologii, moderní mytologická a teologická tvorba se prozatím objevuje jen zřídka. Zejména se v kemetismu téměř neuplatňuje teoretická a spekulativní teologie, což je na jednu stranu pochopitelné vzhledem k (povrchněji viděnému) charakteru staroegyptského náboženského myšlení, na druhou stranu tak kemetismus jen těžko formuluje odpovědi na problematické aspekty moderní společnosti.
Praxe náboženského rituálu a dalších projevů náboženského života je u jednotlivých sdružení odlišná. Jeho středobodem, stejně jako v původním staroegyptském náboženství, je zpravidla kultovní obraz, nejčastěji ve formě sochy či jiného znázornění zachycující podobu uctívaného boha. Jeho roli v kultu mohou nejen různé proudy, ale i různí jednotlivci pojímat odlišně, aniž by mezi jednotlivými postoji byly přesné hranice. Ve schematickém rozlišení lze říci, že dnes nejrozšířenější modernisticky zaměřený kemetismus kultovnímu obrazu zpravidla přikládá spíše symbolický význam a chápe jej jako prostředek umožňující kemetistům lépe se soustředit na boha (případně božskou sílu) jako na vlastní předmět úcty (toto pojetí není nepodobné užívání obrazů v katolicismu). V důsledku toho není třeba striktně zachovávat určitý rituální postup. Menšinový tradicionalistický proud naproti tomu chápe kultovní obraz jako reálné zpřítomnění božské bytosti v lidském světě. Proto v souladu se staroegyptskou tradicí může doporučovat jeho uchovávání ve zvláštní posvátné schráně – nau, z níž má být vyjímán výhradně v průběhu co nejpřesněji popsaného a důsledně dodržovaného náboženského rituálu,[zdroj?] jehož nejpodstatnější součástí je předložení obětin. S ohledem na neexistenci závazné doktríny ovšem jednotliví kemetisté mohou volit libovolnou kombinaci těchto hledisek.
Přestože ani v tomto případě nepatří projevovaná náboženská úcta přímo kultovnímu obrazu jako fyzické věci, ale uctívanému bohu, který je v něm zvláštním způsobem přítomen, monoteistická náboženství v této souvislosti uplatňují námitku idolatrie. Kemetismus ji ovšem považuje za nepatřičnou, protože v jeho rámci neexistuje nic, co by tomuto pojmu reálně odpovídalo. „Egypťané (totiž) nezažívali nějaké výrazné oddělení psychické oblasti od fyzické… (a proto) se božskou silou mohl naplnit i svět hmotných předmětů… Ty mohly posloužit jako účinná média, přes která se duchovní síly manifestovaly na hmotné úrovni… Ve starém Egyptě nic jako modly neexistovalo, protože staroegyptské mentalita nic takového vnímat nemohla. Představu modly vytvořili až Izraelité.“ V Egyptě, jak poznamenává Stephan Quirke, se mohl každý předmět provedením speciálního obřadu stát něčím víc než pouhou fyzickou věcí: mohl „trvale žít a otevřít tak cestu mezi tímto světem a světem bohů. Mumifikované tělo v rakvi, kultovní podoba boha, socha krále nebo zemřelého šlechtice, to vše byly bezduché předměty, které otevírání úst proměnilo v živoucí síly, nebo přesněji řečeno ve schránky pro neviditelnou a neuchopitelnou sílu, kterou nazýváme životem.“

## Atonistický kemetismus

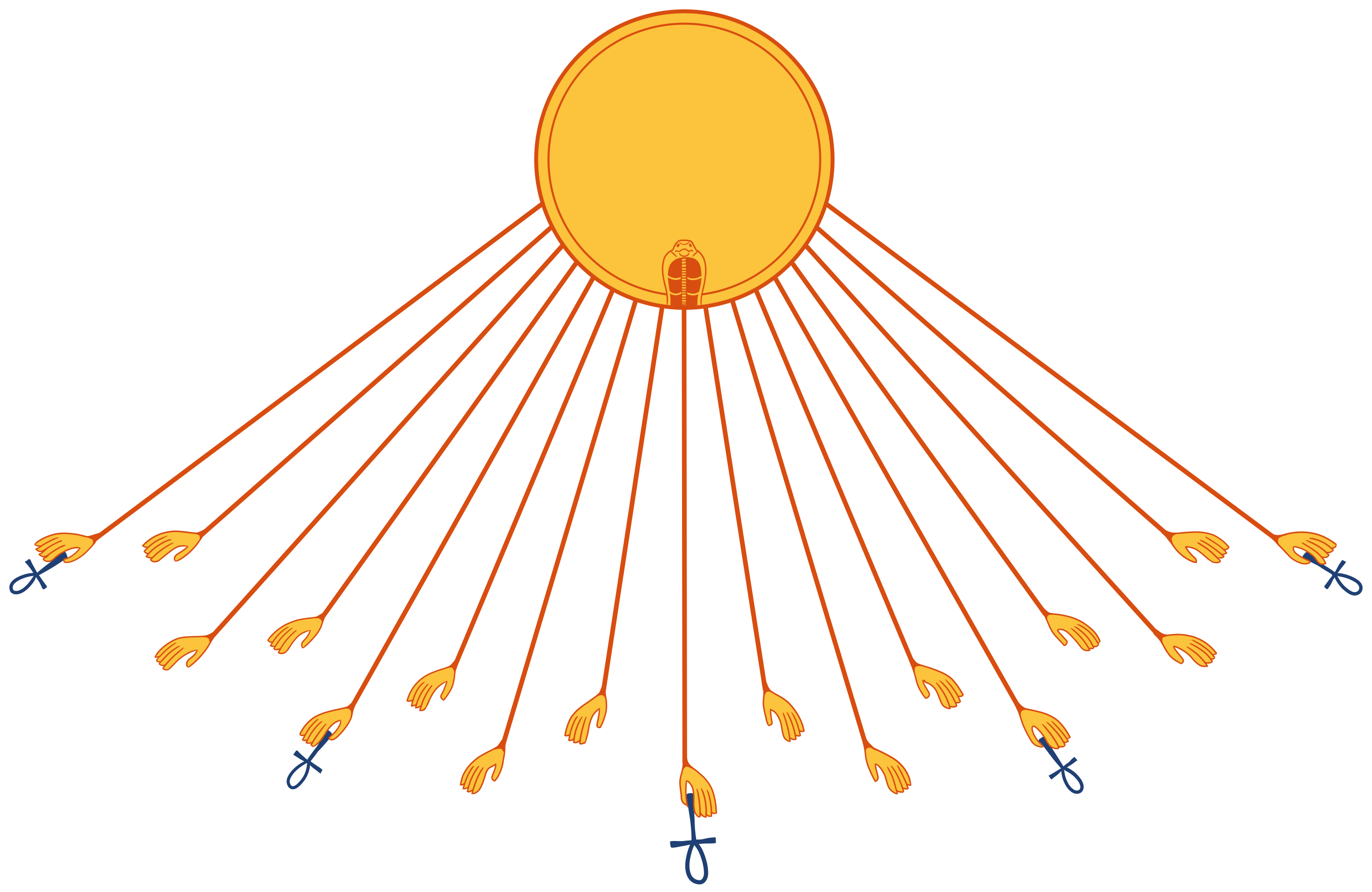
Aton

Atonistický kemetismus (resp. atonský kemetismus) je poměrně specifickým kemetistickým proudem, inspirovaný atonismem neboli kultem boha Atona. Tato forma egyptského náboženství existovala jenom během krátkého období panování Achnatona, za jehož vlády byly zakázány všechny ostatní egyptské kulty a povolen byl pouze Aton. Ve starověku byla tato náboženská reforma neúspěšná a krátce po Achnatonově smrti zanikla. Achnaton sám je dodnes kontroverzní osobnost a názory na něj se pohybují od zavrhovaného kacíře a panovníka, který se nikdy neměl stát faraonem, až po velkého reformátora a vizionáře, který nebyl ve své době pochopen. A právě z tohoto druhého konce spektra jsou tací, kteří se snaží obnovit, zrekonstruovat, právě Achnatonovu podobu egyptského náboženství a přivést toto jeho reformní náboženství do současnosti (viz atonistické odkazy).
Rekonstruování atonismu je však komplikováno tím, že samotní Egypťané se tuto část své historie pokoušeli vymazat a mimo Achetaton po něm nejsou téměř žádné pozůstatky. Nejvýznamnějším zdrojem je Achnatonův hymnus na slunce, dále pak nápisy zachované z Atonových chrámů v Achetatonu a z hrobek šlechticů a hodnostářů achetatonského dvora.

## Kemetistická sdružení

### Zahraniční

#### Kemetic Orthodoxy

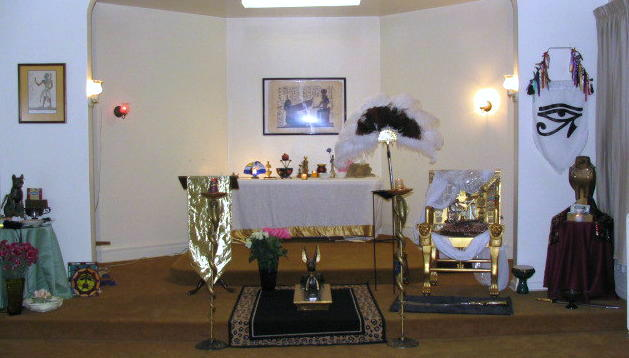
Svatyně Kemetic Orthodoxy; její pojetí je zcela nepodobné tradičnímu egyptskému chrámu a vykazuje inspiraci interiéry západních křesťanských kostelů

Nejvýraznější kemetistickou organizací je pravděpodobně americká společnost Kemetic Orthodoxy založená v 80. letech 20. století. Sdružuje členy z různých států a podle vlastní charakteristiky se pokouší o co nejpřesnější navázání na egyptské tradice a o  jejich obnovu. Zcela v tomto duchu v jejím čele stojí autorita (v současné době jí je Tamara Siuda) užívající některé tituly a další atributy starověkých faraonů. Je pojímána jako „nynější vtělení královského ka, zlato vložené v duchu Hora, aspekt božství vtělený do lidské podoby duchovního vůdce“ společenství.
Na druhou stranu je třeba poznamenat, že právě v tomto hnutí se v největší míře projevuje odklon od tradicionalistického (tedy egyptskému náboženství nejbližšího) pojetí boha/bohů vyjádřený pojmem monolatrie jako oficiální naukou.

#### Francouzský kemetismus/netjerismus
Na počátku 21. století vznikl první francouzský web věnující se kemetismu, pojmenovaný Ta Noutri (francouzský přepis staroegyptského názvu Egypta, znamenající "Země Bohů"), kolem kterého se utvořila komunita a v roce 2004 bylo založeno stejnojmenné diskusní fórum a organizace, která sdružovala frankofonní kemetisty. V následujících letech se mezi francouzskými kemetisty vedla diskuse o jiném pojmenování pro jejich víru z důvodu působení francouzské afrocentrické a velmi radikální organizace "Tribu KA" a začali používat označení Netjerismus.
Organizace Ta Noutri v roce 2010 zanikla, na její činnost navázal nový projekt, nazvaný SEMAT ANKHTY, v současnosti je i tento projekt neaktivní a diskusní fórum není přístupné.
Od roku 2019 se frankofonní kemetisté (netjeristé) sdružují na facebookové stránce NEFEROU KHEPRI.

#### Isidino společenství
Jiným typem kemetistické organizace je Isidino společenství (anglicky Fellowship of Isis) vzniklé v Irsku. Od většiny ostatních se odlišuje tím, že se po vzoru pozdní antiky v henoteistickém smyslu soustředí na kult bohyně Isis, tedy původně egyptské bohyně Esety, transponované do řeckého a římského prostředí. Egyptská tradice jsou v něm proto výrazně modifikovány svou antickou interpretací, náboženským synkretismem a také moderním multikulturalismem.
K dalším kemetistickým společnostem patří například The Living Nuhati.

### Česká
V Česku je známa jediná společnost hlásící se ke kemetismu, občanské sdružení Per džeser achet registrované Ministerstvem vnitra. Činnost jednotlivých kemetistů je zjevná především na internetu.

#### Cizojazyčné
- (anglicky) Fellowship of Isis – oficiální stránky Isidina společenství
- (anglicky) Kemetic Orthodoxy – oficiální stránky Kemetic Orthodoxy

#### České
- Per Kemet – český web o kemetismu